# Rinocérosz-barlang
A Rinocérosz-barlang a Duna–Ipoly Nemzeti Parkban lévő Visegrádi-hegységben, Visegrád területén található barlang.

## Leírás
Közel az Áprily-völgy alsó végéhez, a völgy bal oldalában, a Mogyoró-hegyen, nem sokkal a völgytalp felett felhagyott kőbánya van. A régi kőbánya mellett található a barlang. Körülbelül 4 méter hosszú. Helyi jelentőségű, kis méretű barlang.

## Kutatástörténet
1996-ban Eszterhás Istvánék írták le a barlangot Kaár Miklós ismertetése alapján. Az üreget azonban a terepen még nem találták meg. A korábbi kutatottságáról nincs adat. A 2001. november 12-én elkészült, Magyarország nemkarsztos barlangjainak irodalomjegyzéke című kézirat barlangnévmutatójában szerepel a Rinocérosz-barlang. A barlangnévmutatóban meg van említve 1 irodalmi mű, amely foglalkozik az üreggel. A 364. tétel nem említi, a 363. tétel említi. A 2014. évi Karsztfejlődésben megjelent tanulmányban az olvasható, hogy a Visegrádi-hegység 101 barlangjának egyike a Visegrádon található Rinocérosz-barlang, amely ismeretlen méretű.